# Носій модуля
У комутативній алгебрі, носій модуля M над комутативним кільцем A є множиною всіх простих ідеалів {\displaystyle {\mathfrak {p}}} A для яких {\displaystyle M_{\mathfrak {p}}\neq 0}. Ця множина позначається {\displaystyle \operatorname {Supp} (M)}. Згідно з означенням носій є підмножиною спектру кільця A.

## Властивості
- Якщо {\displaystyle M} є модулем над кільцем {\displaystyle A} породженим єдиним елементом {\displaystyle x} і {\displaystyle I=\operatorname {Ann} (x)}, то {\displaystyle \operatorname {Supp} (M)=V(I)}, тобто множині усіх простих ідеалів, що містять ідеал {\displaystyle I.}

Нехай {\displaystyle {\mathfrak {p}}} — простий ідеал у кільці {\displaystyle A}. Тоді, згідно з означенням локалізації модуля елемент {\displaystyle x/1=0} у {\displaystyle M_{\mathfrak {p}}} тоді і тільки тоді, коли існує елемент {\displaystyle s\in A\setminus {\mathfrak {p}}}, такий що {\displaystyle sx=0}, тобто якщо {\displaystyle (A\setminus {\mathfrak {p}})\cap \operatorname {Ann} (x)\neq \emptyset .} Відповідно для того щоб ця рівність не виконувалася (і, як наслідок, модуль {\displaystyle M_{\mathfrak {p}}} був ненульовим), необхідно і достатньо щоб {\displaystyle {\mathfrak {p}}} містив ідеал {\displaystyle \operatorname {Ann} (x)=I}, що і треба було довести.
- {\displaystyle M=0} якщо і тільки якщо його носій є пустою множиною.

Якщо модуль є нульовим, то і всі його локалізації є нульовими. Навпаки, якщо є хоча б один ненульовий елемент {\displaystyle x\in M}, то як і в попередній властивості, довільний простий ідеал, що містить {\displaystyle \operatorname {Ann} (x)} належить {\displaystyle \operatorname {Supp} (M)}.
- Якщо {\displaystyle M} є сумою підмодулів {\displaystyle M_{\lambda }}, тоді {\displaystyle \operatorname {Supp} (M)=\cup _{\lambda }\operatorname {supp} (M_{\lambda }).}

Оскільки для всіх {\displaystyle M_{\lambda }} справедливим є включення {\displaystyle (M_{\lambda })_{\mathfrak {p}}\subset M_{\mathfrak {p}}} то {\displaystyle \operatorname {Supp} (M)\supset \cup _{\lambda }\operatorname {supp} (M_{\lambda }).}
Навпаки, якщо {\displaystyle {\mathfrak {p}}\in \operatorname {Supp} (M)}, то існує {\displaystyle x\in M} для якого {\displaystyle \operatorname {Ann} (x)} не є підмножиною {\displaystyle {\mathfrak {p}}}. Але цей елемент належить деякому {\displaystyle M_{\lambda }} і тоді {\displaystyle {\mathfrak {p}}\in \operatorname {Supp} (M_{\lambda })}.
- Простий ідеал {\displaystyle {\mathfrak {p}}} є елементом носія скінченнопородженого модуля {\displaystyle M} тоді і тільки тоді, коли {\displaystyle {\mathfrak {p}}\supset \operatorname {Ann} (M)}. Зокрема носій модуля є замкнутою множиною у топології Зариського на Spec(A).

Якщо {\displaystyle {\mathfrak {p}}} належить носію модуля, то існує такий елемент {\displaystyle x\in M}, що {\displaystyle sx\neq 0} для всіх {\displaystyle s\in A\setminus {\mathfrak {p}}} Але тоді {\displaystyle {\mathfrak {p}}\supset \operatorname {Ann} (x)} і необхідний результат отримується з того, що {\displaystyle \operatorname {Ann} (x)\supset \operatorname {Ann} (M)}.
Навпаки, якщо {\displaystyle m_{1},\ldots m_{n}} — породжуюча множина модуля, то {\displaystyle \operatorname {Ann} (M)=\bigcap _{i=1}^{n}\operatorname {Ann} (m_{i})} і якщо {\displaystyle {\mathfrak {p}}\supset \operatorname {Ann} (M)} то також {\displaystyle {\mathfrak {p}}\supset \operatorname {Ann} (m_{i})} для деякого {\displaystyle m_{i}} і тому {\displaystyle {\mathfrak {p}}} належить носію модуля.
- Якщо {\displaystyle M} є скінченнопородженим A-модулем і I є ідеалом у A, тоді {\displaystyle \operatorname {Supp} (M/IM)} є множиною всіх простих ідеалів, що містять {\displaystyle I+\operatorname {Ann} (M).} Ця множина є рівною {\displaystyle V(I)\cap \operatorname {Supp} (M)}.
- Якщо {\displaystyle {\mathfrak {p}}\in \operatorname {Supp} (M)} то {\displaystyle V({\mathfrak {p}})\subset \operatorname {Supp} (M).}

Якщо {\displaystyle {\mathfrak {p}}\subset {\mathfrak {q}}} — прості ідеали, то з властивостей локалізації {\displaystyle M_{\mathfrak {p}}=(M_{\mathfrak {q}})_{\mathfrak {p}}}, тож якщо {\displaystyle M_{\mathfrak {p}}\neq 0}, то також {\displaystyle M_{\mathfrak {q}}\neq 0}  і тому {\displaystyle {\mathfrak {q}}} теж є елементом носія модуля.
- Нехай {\displaystyle 0\to M'\to M\to M''\to 0} — точна послідовність A-модулів. Тоді
{\displaystyle \operatorname {Supp} (M)=\operatorname {Supp} (M')\cup \operatorname {Supp} (M'').} Це об'єднання може не бути диз'юнктивним.

Згідно з властивостями локалізації, при умовах твердження послідовність {\displaystyle 0\to M'_{\mathfrak {p}}\to M_{\mathfrak {p}}\to M''_{\mathfrak {p}}\to 0} теж буде точною. З означень точної послідовності тоді {\displaystyle M_{\mathfrak {p}}} буде нульовим модулем тоді і тільки тоді, коли нульовими модулями будуть як {\displaystyle M'_{\mathfrak {p}}}, так і {\displaystyle M''_{\mathfrak {p}}}. Тому {\displaystyle {\mathfrak {p}}} належатиме {\displaystyle \operatorname {Supp} (M)} тоді і тільки тоді, коли він належатиме хоча б одній із множин {\displaystyle \operatorname {Supp} (M')} і {\displaystyle \operatorname {Supp} (M'')}.
- Якщо {\displaystyle M,N} є скінченнопородженими A-модулями, то
{\displaystyle \operatorname {Supp} (M\otimes _{A}N)=\operatorname {Supp} (M)\cap \operatorname {Supp} (N).}

Для довільного простого ідеалу {\displaystyle {\mathfrak {p}}\;\;} {\displaystyle (M\otimes _{A}N)_{\mathfrak {p}}\cong M_{\mathfrak {p}}\otimes _{A_{\mathfrak {p}}}N_{\mathfrak {p}}}. Оскільки {\displaystyle A_{\mathfrak {p}}} — локалне кільце, то звідси {\displaystyle (M\otimes _{A}N)_{\mathfrak {p}}\neq 0}, тоді і тільки тоді коли {\displaystyle M_{\mathfrak {p}}\neq 0} і {\displaystyle N_{\mathfrak {p}}\neq 0}, що доводить твердження.
- Нехай {\displaystyle M} — скінченнопороджений модуль над нетеровим кільцем {\displaystyle A}. Тоді {\displaystyle {\mathfrak {p}}\in \operatorname {Supp} (M)} якщо і тільки якщо {\displaystyle {\mathfrak {p}}\supset {\mathfrak {p}}'}, де {\displaystyle {\mathfrak {p}}'} — деякий асоційований простий ідеал модуля {\displaystyle M}.

Оскільки кожен асоційований простий ідеал містить анулятор модуля, то якщо простий ідеал містить асоційований простий ідеал, то він містить анулятор і є елементом носія модуля.
При умовах твердження існує скінченна множина асоційованих простих ідеалів, перетин яких рівний радикалу анулятора. Якщо {\displaystyle {\mathfrak {p}}} не містить жодного з цих ідеалів, то він не містить і їх перетину і тому не містить анулятор модуля. Тоді {\displaystyle {\mathfrak {p}}} не належить носію модуля.

## Носій квазікогерентного пучка
Якщо F є квазікогерентним пучком на схемі X, носій F є множиною всіх точок x∈X для яких локальні кільця Fx є ненульовими. Це означення є подібним до означення носія функції на просторі X, що і спричинило використання терміна "носій". Більшість властивостей носіїв дослівно переносяться із модулів на квазікогерентні пучки. Наприклад, носій когерентного пучка є замкнутим підпростором у X.
Якщо M є модулем над кільцем A, тоді носій M як модуля є рівним носію асоційованого квазікогерентного пучка {\displaystyle {\tilde {M}}} на афінній схемі Spec(R). Крім того, якщо {\displaystyle \{U_{\alpha }=\operatorname {Spec} (A_{\alpha })\}} є афінним покриттям схеми X, тоді носій квазікогерентного пучка F є рівним об'єднанню носіїв асоційованих модулів Mα над кожним Aα.

## Приклади
- Для скінченної комутативної групи {\displaystyle M}, що розглядається як модуль над кільцем цілих чисел, {\displaystyle \operatorname {Supp} (M)} складається з усіх простих ідеалів {\displaystyle (p)}, де просте число {\displaystyle p} ділить порядок групи {\displaystyle M}.
- У випадку коли модуль не є скінченнопородженим не обов'язково кожен ідеал, що містить анулятор є елементом носія модуля. Може виконуватися строге включення {\displaystyle \operatorname {Supp} (M)\subset V(\operatorname {Ann} (M))}. Наприклад {\displaystyle A=\mathbb {Z} }, {\displaystyle M=\oplus _{n\in \mathbb {Z} }\mathbb {Z} /n\mathbb {Z} }. Тоді {\displaystyle \mathrm {Ann} (M)=0}, але {\displaystyle M\otimes \mathbb {Q} =0}. Тому нульовий ідеал належить {\displaystyle V(\mathrm {Ann} (M))} але не носію модуля {\displaystyle M}. Носієм є множина максимальних ідеалів кільця {\displaystyle \mathbb {Z} }.